# Condado de Northampton (Carolina do Norte)
O Condado de Northampton é um dos 100 condados do estado americano da Carolina do Norte. A sede do condado é Jackson, e sua maior cidade é Jackson. O condado possui uma área de 1 426 km² (dos quais 37 km² estão cobertos por água), uma população de 22 086 habitantes, e uma densidade populacional de 16 hab/km² (segundo o censo nacional de 2000). O condado foi fundado em 1741.